# Tore Holm

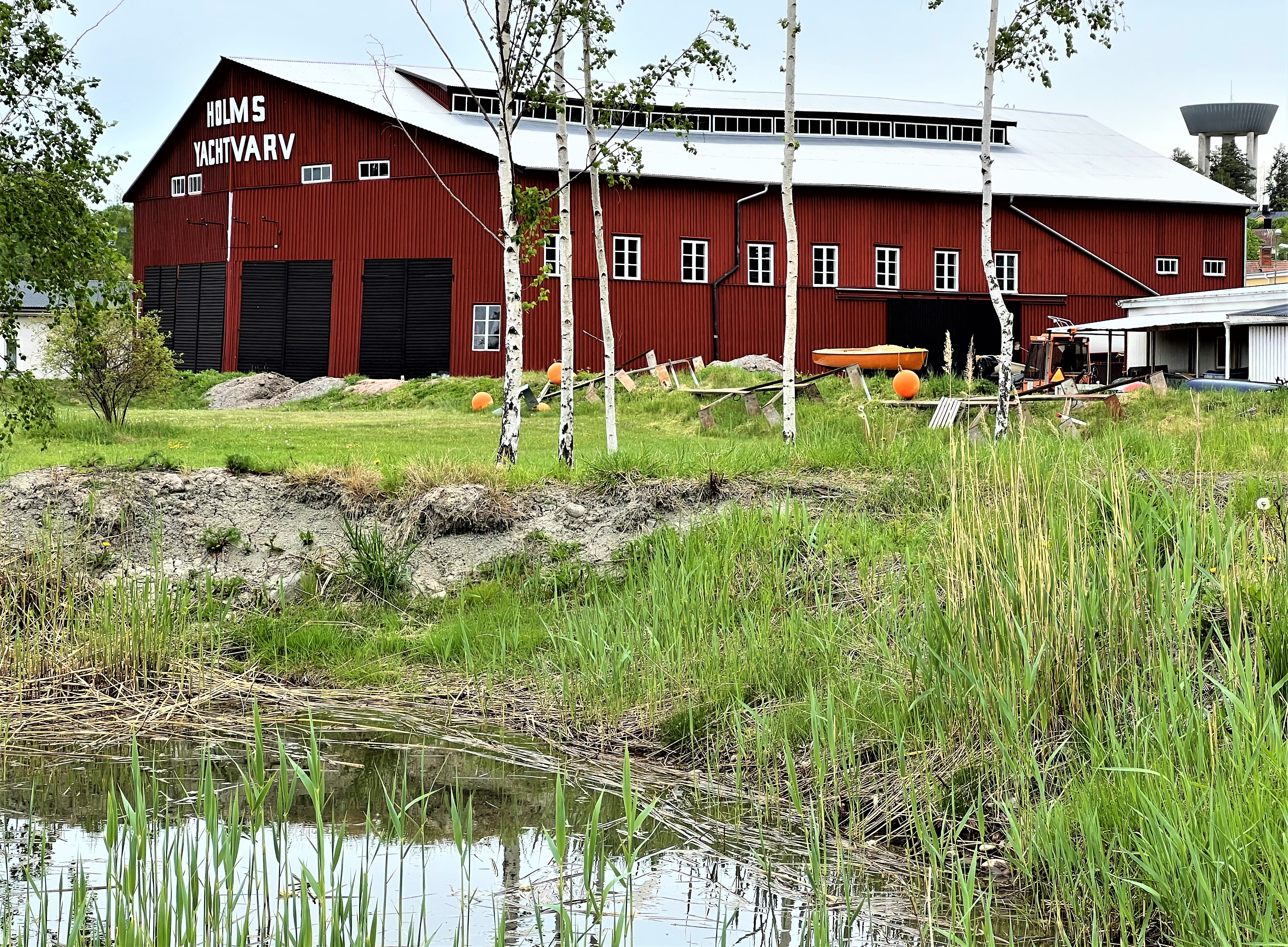
Holms Yachtvarv i Gamleby i maj 2022.

Tore Anton Holm, född 25 november 1896 i Gamleby, död 15 november 1977, var en svensk ingenjör, båtkonstruktör och seglare, som deltog i fem olympiska spel under perioden 1920-1948, och vann två guld- och två bronsmedaljer.
Tore Holms första egenritade båt var en skärgårds 55:a vid namn Mayflower, byggd 1919. Holm ritade flera framgångsrika R 6:or, R 8:or, R-10:or och skärgårdskryssare.  Redan 1921 skapade Holm en av tidernas snabbaste skärgårdskryssare, SK 95 S8 Britt-Marie, som debutåret vann alla de stora kappseglingarna, Mälardrottningen, Holtermanns vandringspris och Fylgias vandringspris.
Holm var född och uppvuxen i Gamleby. Han var son till Knut Holm, som omkring 1900 grundade Holms Yachtvarv i Gamleby, och bror till Yngve Holm. Han utbildade sig till civilingenjör på Kungliga Tekniska högskolan i Stockholm.
Tore Holm tog över faderns varv i början av 1930-talet och drev det till 1967.
Brodern Yngve Holm drev också varvsverksamhet. Han begravdes på Gamla Kyrkogården,  Södra Tjusts pastorat.
Tore Holms OS-medaljer i kappsegling:
- Guldmedalj  Olympiska sommarspelen 1920 i Antwerpen i klassen  SK 40 med båten Sif
- Bronsmedalj Olympiska sommarspelen 1928 i Amsterdam i klassen 8mR med båten Sylvia
- Guldmedalj  Olympiska sommarspelen 1932 i Los Angeles i klassen 6mR med Erik Åkerlunds båt Bissbi
- Bronsmedalj Olympiska sommarspelen 1948 i London i klassen 6mR med båten Ali Baba II

## Konstruerade båtar i urval
- Sif, SK40 S15, 1920[8]
- Britt-Marie, SK 95 S 8, 1921, Holms Yachtvarv
- Marga IV, SK 95 S9, 1921, Holms Yachtvarv
- Yrhättan, SK 30, 1926, Holms Yachtvarv
- Bissbi, R 6, 1929, Holms Yachtvarv
- Princess Svanevit, tillsammans med Gustaf Estlander, byggd 1930 på  Neglingevarvet för Erik Åkerlund
- Itaka (Zibeline), 10mR S 8, Neglingevarvet, 1934
- Ilderim, 8mR S 16, 1936, Holms Yachtvarv
- Citona, ursprungligen Havsörnen I 1937, Holms Yachtvarv
- Thalatta 1938, Holms Yachtvarv
- Havsörnen II 1938 (numera Ivanhoe), Holms Yachtvarv
- Mallanova 1957, Holms Yachtvarv Gamleby

## Bildgalleri

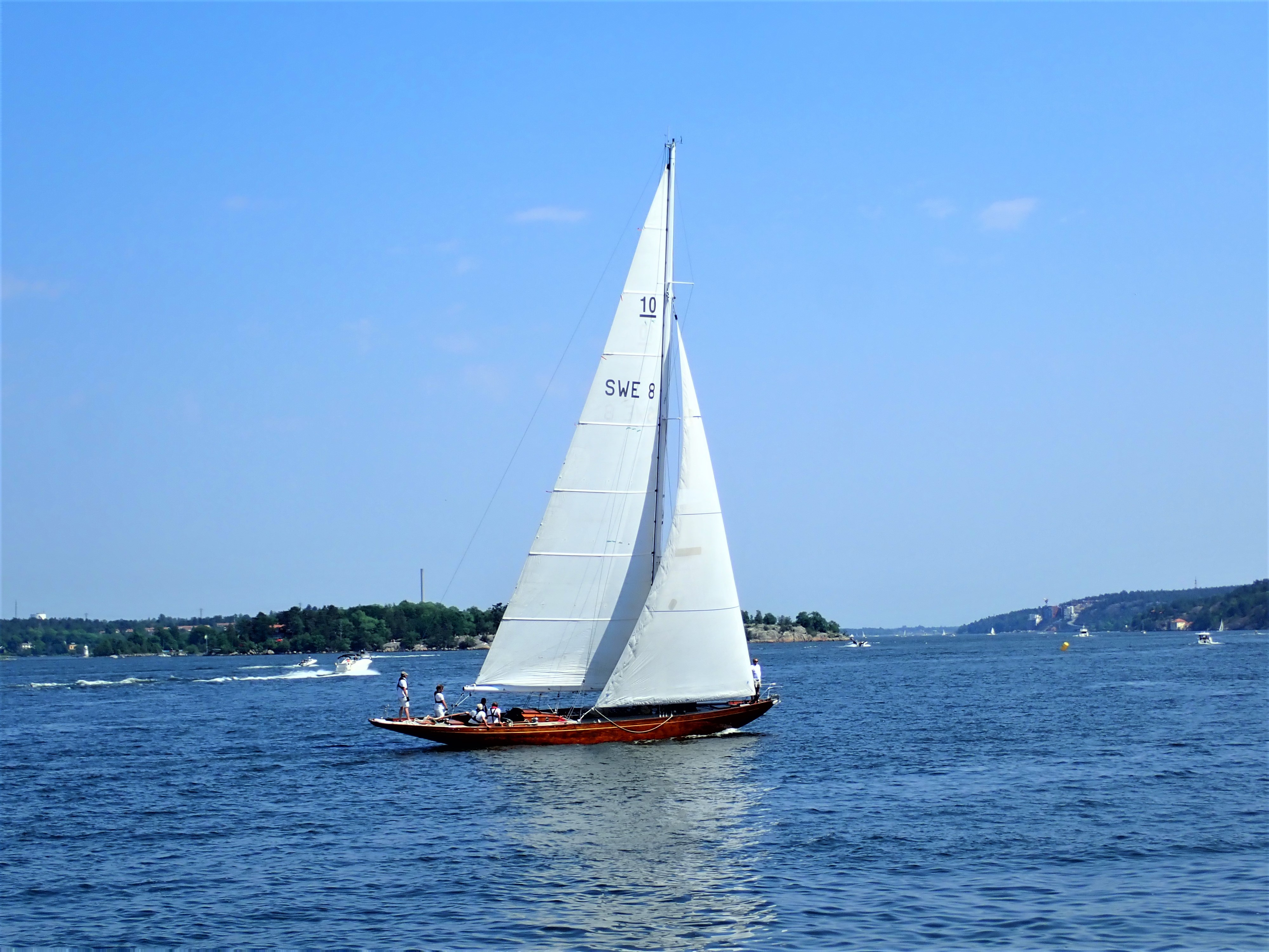
Itaka under Big Boat Race i Lilla Värtan i juni 20
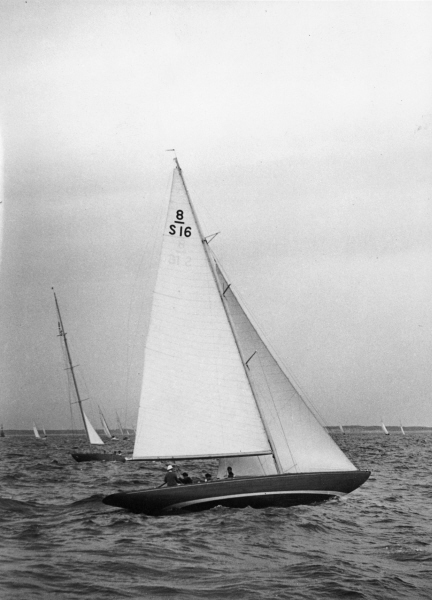
Ilderim 8mR S16 ritad för Marcus Wallenberg, som seglade den vid olympiska spelen 1936
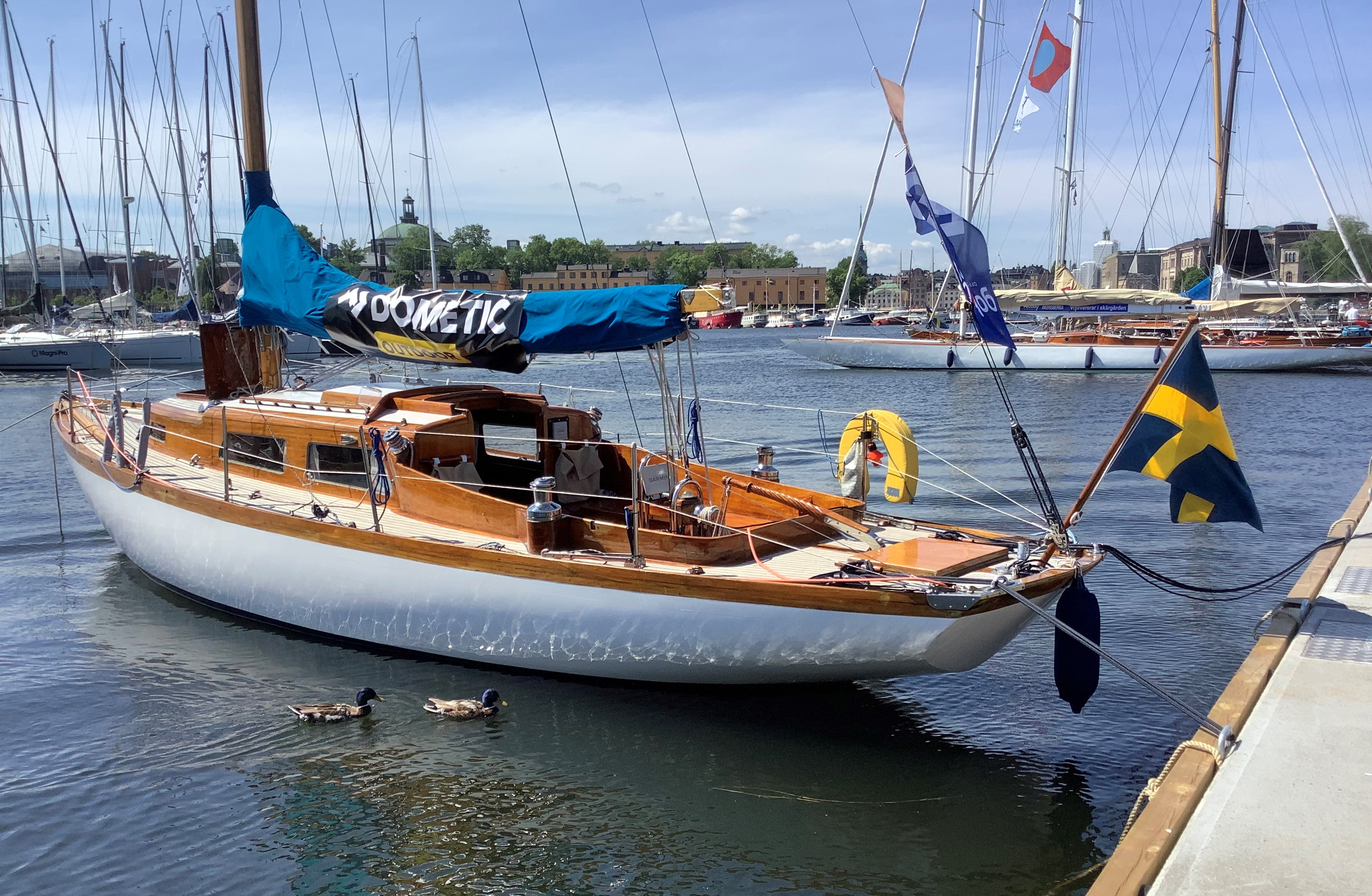
Mallanova deltar i Gotland Runt i juli 2021